# كلية التجارة (جامعة الزقازيق)
كلية التجارة جامعة الزقازيق هي أول وأقدم كليات جامعة الزقازيق، أنشئت بقرار جمهوري رقم (1088) في الأول من شهر يوليو سنة 1969، فرعًا لكلية التجارة بجامعة عين شمس علي أن يشرف عليها المعهد العالى التجارى بالزقازيق والتابع للوزارة التعليم العالي المصرية. وبدأت الدراسة في شهر أكتوبر 1969 بمبنى ملحق بمبانى كلية الزراعة بالزقازيق. انفصلت الكلية عن جامعة عين شمس بعد إنشاء جامعة الزقازيق باعتبارها جامعة مستقلة اعتباراً من 14 أبريل 1974م.

## نشأة الكلية
في البداية اقتصرت الدراسة التخصصية بالكلية على شعبة المحاسبة فقط، وتم افتتاح الدراسة بشعبة إدارة الأعمال اعتباراً من العام الجامعي 73 / 1974، وتم افتتاح الدراسة بشعبة الاقتصاد اعتباراً من العام الجامعى 76 / 1977، وتم افتتاح الدراسة بشعبة الإحصاء اعتباراً من العام الجامعى 2003 / 2003.
وتم إنشاء شعبة الدراسة باللغة الإنجليزية بقرار مجلس الجامعة رقم 263 بتاريخ 30/9/1997م، وتم بدء الدراسة بالشعبة في العام الجامعي 97/ 1998.
ابتداء من العام الجامعي 2007/2008 افتُتِح برنامج التعليم المفتوح بناءعلى تعديل اللائحة الداخلية لكلية التجارة – جامعة الزقازيق بالقرار الوزاري رقم 2561 بتاريخ 27 / 8 / 2007، والخاص بإضافة الدرجات العلمية التي تمنحها الكلية وفقاً لنظام التعليم المفتوح.